# Five Nights at Freddy’s 3
Five Nights at Freddy’s 3 – gra komputerowa z gatunku survival horror wydana 2 marca 2015 roku na platformie Microsoft Windows, a następnie na iOS, Androidzie, PlayStation 4, Xbox One oraz Nintendo Switchu. Została stworzona przez Scotta Cawthona. Fabuła została umiejscowiona 30 lat po wydarzeniach z pierwszej części gry. Gracz podobnie jak w poprzednich częściach steruje nocnym stróżem. Tym razem miejscem akcji nie jest pizzeria, lecz dom strachów, Fazbear’s Fright. Bohater ma do dyspozycji system monitoringu, dzięki któremu może podejrzeć sąsiednie pokoje na ekranach. Znajdujący się w lokalu robot, zwany w grze „Springtrap”, początkowo nieaktywny, chce zabić postać gracza. Celem gry jest przetrwanie pięciu kolejnych nocy i unikanie przeciwnika.
Średnia ocen na agregatorze Metacritic wynosi 68 na 100. Nic Rowen krytycznie odniósł się do gry. Pomimo że Five Nights at Freddy’s 3 jest najlepiej dopracowaną odsłoną serii pod względem technicznym, to zabrakło w niej uroku z pierwszej części.